# Terzo polo
Viene definito terzo polo un insieme di canali televisivi generalisti riuniti in uno stesso gruppo editoriale, il cui scopo è, storicamente, quello di scalfire il duopolio di Rai e Mediaset, i due principali broadcaster italiani di reti generaliste.

## Storia e canali del terzo polo

### Euro TV
Un primo tentativo di costituire un altro polo televisivo privato, cioè un insieme di reti sotto un unico proprietario, risale al 1986: in quell'anno, infatti, Calisto Tanzi, proprietario di Parmalat nonché del circuito televisivo Euro TV, si rese conto della necessità di sviluppare accordi e collaborazioni per far uscire il circuito televisivo da dimensioni industriali troppo ristrette.
Per fare ciò, Tanzi cominciò a cercare accordi con altri soggetti, tra i quali c'era Silvio Berlusconi, proprietario di Fininvest nonché di Canale 5, Italia 1 e Rete 4, il quale era intenzionato a cedere eventualmente Rete 4, nel timore che la legislazione italiana avrebbe presto o tardi impedito ad un imprenditore di possedere più di due canali televisivi. Secondo alcune indiscrezioni, l'accordo avrebbe dovuto prevedere, da una parte, la cessione definitiva a Tanzi degli impianti di trasmissione di Rete 4, e dall'altra il controllo dei programmi e della raccolta pubblicitaria da parte di Berlusconi per 9 anni.
L'accordo, però, non fu raggiunto per diversi motivi, tra cui la situazione debitoria, mai del tutto chiarita, della Fincom, società controllante di Euro TV, oltre che per presunti motivi politici.
A quel punto Tanzi cominciò a cercare un accordo con un altro interlocutore, cioè Rede Globo, emittente brasiliana proprietaria del 90% di Telemontecarlo. L'accordo avrebbe dovuto riguardare pubblicità e programmazione, ma alla fine sfumò, a causa del veto della Rai, proprietaria del 10% di Telemontecarlo. Tanzi, infine, trovò un accordo con il Gruppo Acqua Marcia, riguardante non solo pubblicità e programmazione, ma anche produzione e distribuzione di film: da questo accordo nacque Odeon.

### Telemontecarlo e Videomusic
Un altro tentativo di creare un terzo polo televisivo italiano venne fatto da Vittorio Cecchi Gori, che nel 1995 acquistò prima la rete musicale Videomusic, dando a quest'ultima una nuova programmazione generalista, e poi Telemontecarlo.
Nel 1996 il palinsesto di Videomusic cominciò a ridursi a metà giornata, dedicandone il resto a TMC 2, le cui trasmissioni musicali, fino all'estate del 1997, andavano in onda anche con il logo di Videomusic.
La differenza tra entrambe le reti è che Telemontecarlo era destinata a tutti, facendo concorrenza a Rai 1 e a Canale 5, mentre TMC 2 era dedicata a un pubblico giovanile, facendo concorrenza a Rai 2 e a Italia 1.
Il 6 agosto 2000 Cecchi Gori cedette Telemontecarlo e TMC 2 alla Seat Pagine Gialle del gruppo Telecom Italia.
Qualche tempo dopo TMC 2 cominciò a trasmettere i programmi di MTV, canale anch'esso dedicato a un pubblico giovanile, dopo che fu ospitato dal 1997 da Rete A.
Il 24 giugno 2001 Telemontecarlo diventò LA7, mentre MTV cancellò definitivamente il logo di TMC 2.

### LA7 e MTV
Nel giugno 2003 nacque la "nuova" Telecom Italia Media, che ereditò MTV e LA7 dalla "vecchia" Seat Pagine Gialle. Nel 2005, sul digitale terrestre, nacque LA7 Sport, canale tematico sportivo di LA7 che poi sarebbe stato chiuso nell'aprile del 2007. All'inizio del 2006, sempre sul digitale terrestre, MTV Italia lanciò FLUX (che negli ultimi mesi dello stesso anno sarebbe diventato QOOB). Nel 2010, sempre sul digitale terrestre, nacquero LA7d, canale tematico di LA7 dedicato alle donne, ed MTV+, canale tematico musicale di MTV che nacque dalle ceneri di QOOB. Il 1º marzo 2011 MTV+ diventò MTV Music.
Nel 2013 LA7 e MTV, con la cessione della prima ad Urbano Cairo, smisero di formare il terzo polo (del quale da quel momento fanno parte solo LA7 e LA7d) poiché il canale 8 del digitale terrestre, occupato da MTV, venne ceduto alla Viacom: quella posizione rimase occupata da Viacom fino al 2015, cioè quando MTV (canale 8 del digitale terrestre) diventò parte dei canali terrestri di Sky Italia, (già proprietaria dei canali DTT Cielo e Sky TG24): in seguito a queste operazioni, quindi, il canale cominciò a chiamarsi TV8, perdendo il marchio MTV.